# رفیق اگیلوی (۱۹۸۴)
رفیق اگیلوی (به انگلیسی: Comrade Ogilvy)  نام یک شخصیت خیالی ساخته ذهن وینستون اسمیت، شخصیت اول در کتاب ۱۹۸۴ نوشته جورج اورول است. او این شخصیت را برای تحریف تاریخ در شغلش در وزارت حقیقت ایجاد می‌کند.